# Tabanídeos

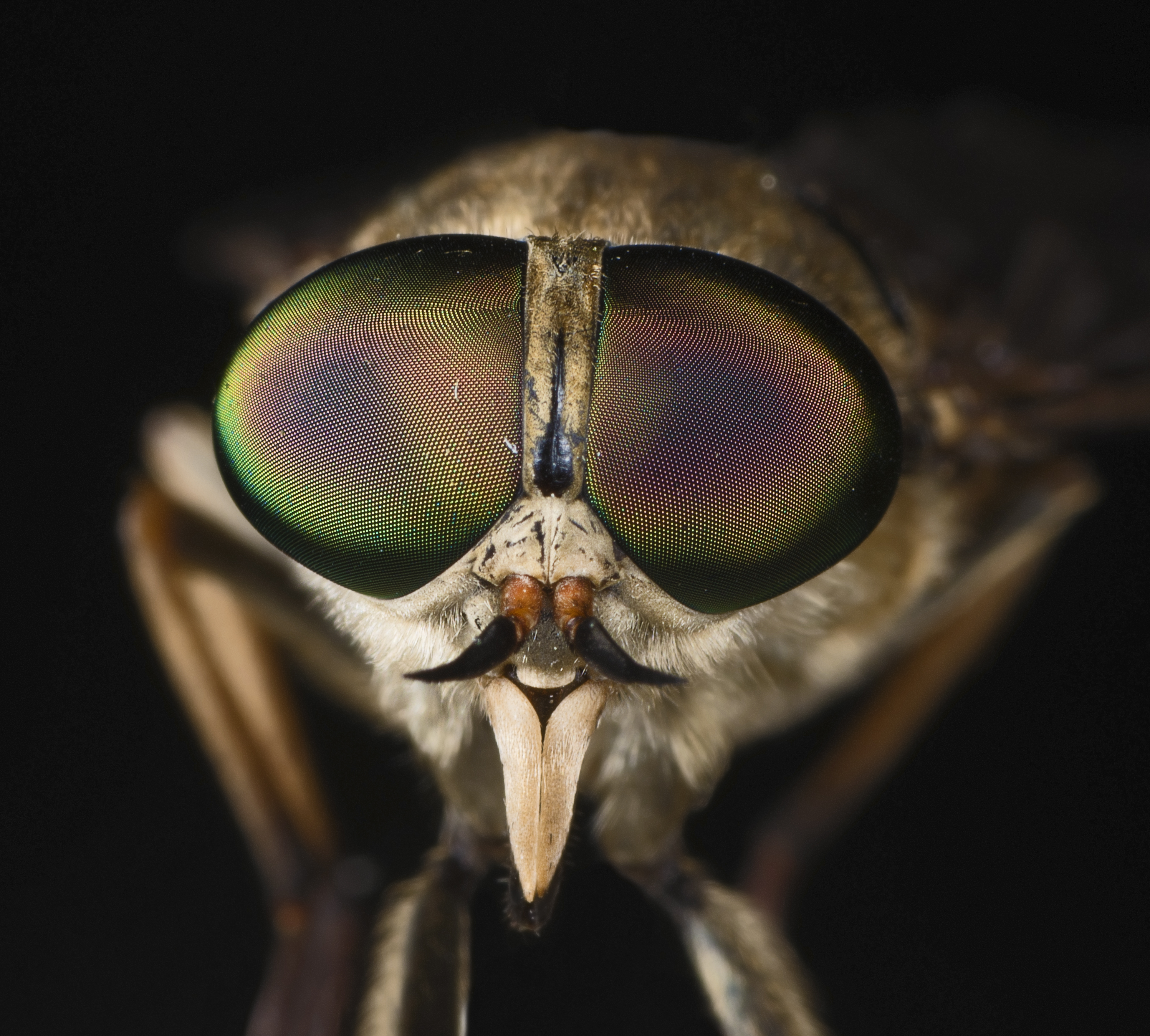
Mutuca da espécie Tabanus sudeticus. Em destaque, seu estilete frontal

Tabanídeos (Tabanidae) são uma família de dípteros da subordem Brachycera. Popularmente, as moscas dessa família são conhecidas como butuca, estro, gusano, moscardo, motuca, mutuca e tavão. As fêmeas são hematófagas.

## Etimologia
Os termos "mutuca", "butuca" e "motuca"  significa "picar, furar, cutucar, pungir". Sendo "mutuca" ou "motuca" da palavra tupi "mu'tuca", segundo o dicionário etimológico de Antônio Geraldo da Cunha. Na região que inclui PB, RN, CE e PE o uso do termo mutuca é o mais comum. 

## Características
De corpo robusto e de tamanho médio a grande, apenas as fêmeas são hematófagas. São um incômodo ao gado e ao homem devido a inserção do estilete frontal sobre a epiderme da pele. Diferentemente das fêmeas, os machos se nutrem de seiva, néctar e fezes.
Sugam o sangue de mamíferos, répteis e eventualmente de aves e anfíbios. Preferem viver perto de ambientes aquáticos, exceção feita a algumas espécies de regiões áridas.

## Géneros
Merycomyia

Chrysops 

Neochrysops

Silvius

Apatolestes

Asaphomyia

Brennania

Esenbeckia

Pangonia

Pegasomyia

Stonemyia

Goniops

Anacimas

Bolbodimyia

Catachlorops

Chlorotabanus

Diachlorus

Dichelacera

Holcopsis

Lepiselaga

Leucotabanus

Microtabanus

Stenotabanus

Haematopota

Agkistrocerus

Atylotus

Hamatabanus

Hybomitra

Poeciloderas

Tabanus

Whitneyomyia

Zophina

Phorcotabanus

## Galeria

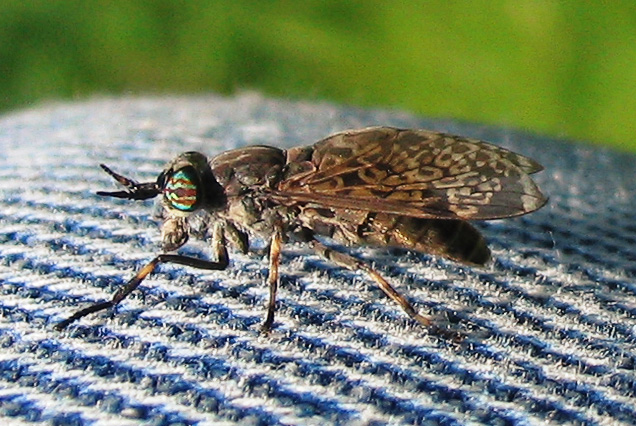
Mutuca
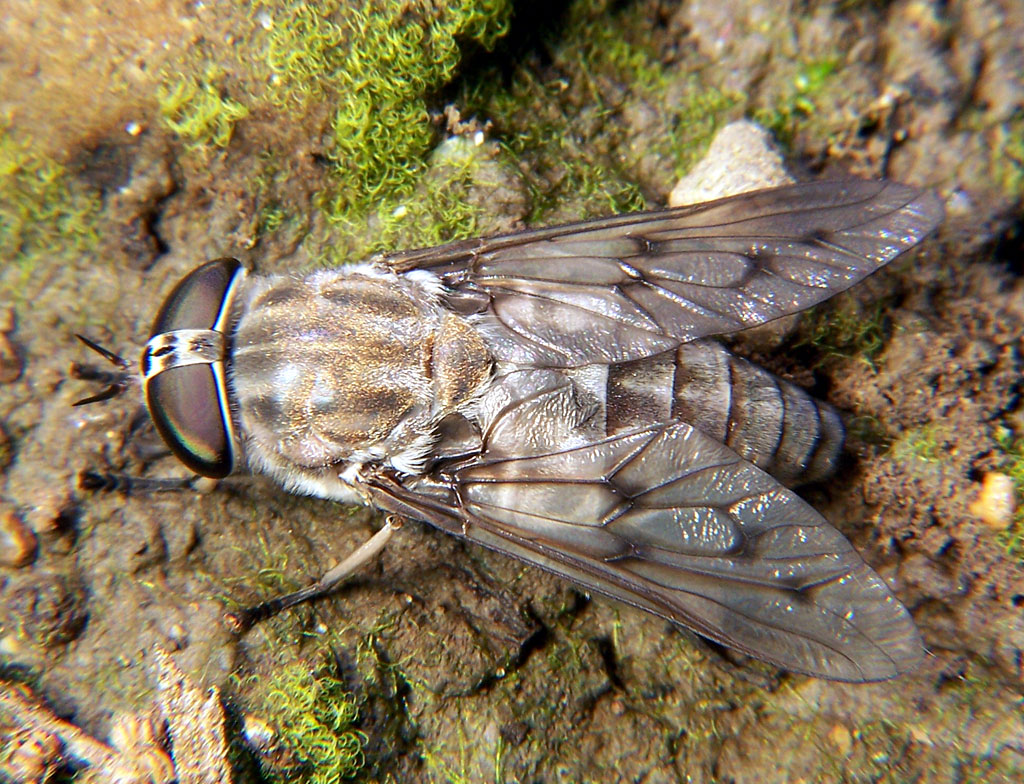
Tabanus sp.
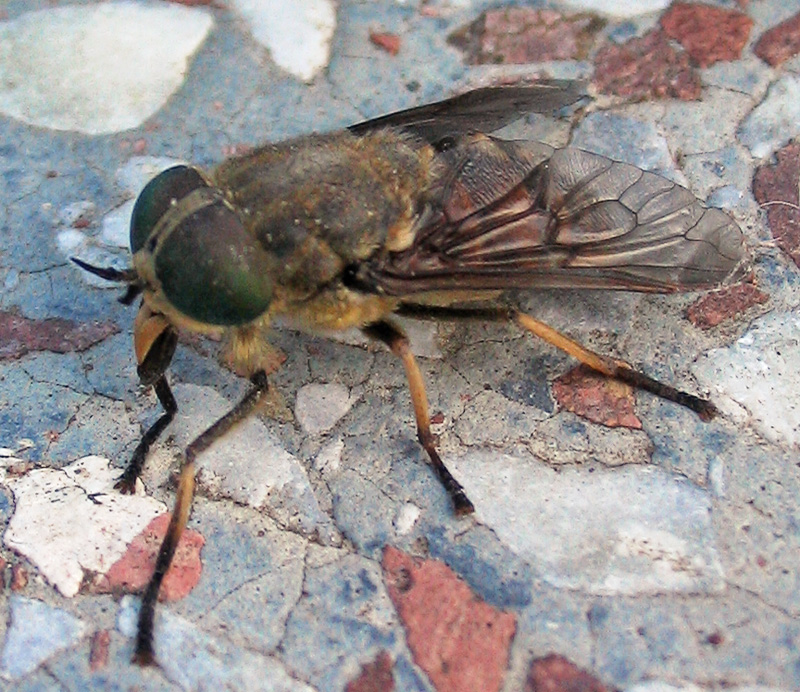
Tabanus bromius
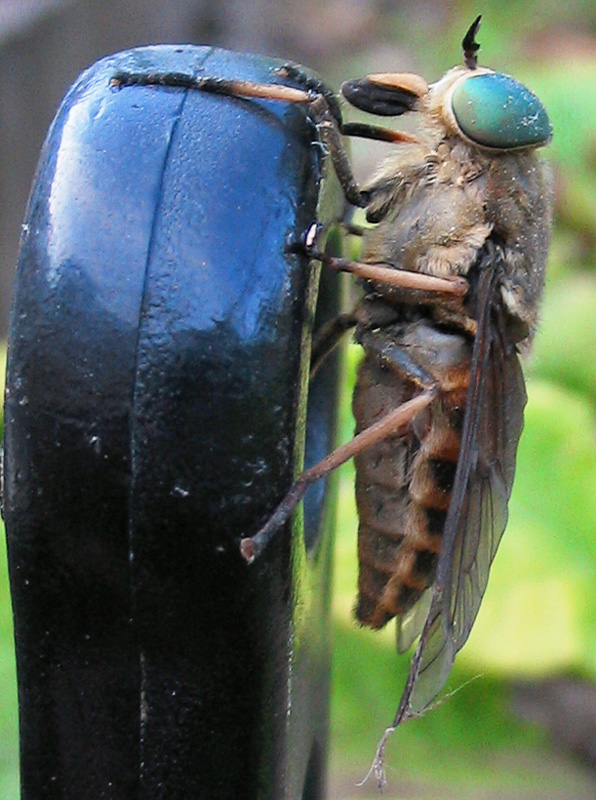
Tabanus bromius
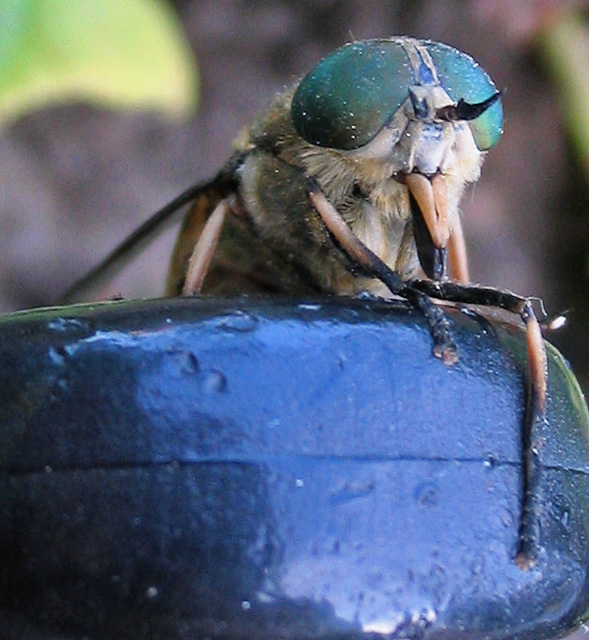
Tabanus bromius  com seu ferrão